# Pedicularis fastigiata
Pedicularis fastigiata är en snyltrotsväxtart som beskrevs av Adrien René Franchet. Pedicularis fastigiata ingår i släktet spiror, och familjen snyltrotsväxter. Inga underarter finns listade i Catalogue of Life.